# SK Aarhus
SK Aarhus is een Deense vrouwenhandbalclub uit Aarhus die uitkomt in de GuldBageren Ligaen, de hoogste divisie in het dameshandbal in Denemarken. Het eerste team wordt getraind door Morten Arvidsson.